# (32532) Терей
(32532) Терей (лат. Thereus) — астероид из группы кентавров, который был обнаружен 9 августа 2001 года в рамках проекта NEAT по поиску околоземных астероидов в Паломарской обсерватории и назван в честь Терея, одного из персонажей древнегреческой мифологии.